# Bostock v. Clayton County
Bostock v. Clayton County, Georgia, war ein bedeutender Fall vor dem Obersten Gerichtshof der Vereinigten Staaten, in dem der Gerichtshof entschied, dass Artikel VII des Civil Rights Act of 1964 Arbeitnehmer vor Diskriminierung aufgrund ihrer sexuellen Orientierung oder geschlechtlichen Identität schützt.
Der Kläger, Gerald Bostock, wurde entlassen, nachdem er am Arbeitsplatz Interesse an einer schwulen Softball-Liga bekundet hatte. Die Vorinstanzen folgten dem früheren Präzedenzfall des Elften Gerichtsbezirks, dass Artikel VII den Schutz vor Diskriminierung am Arbeitsplatz aufgrund der sexuellen Orientierung nicht abdeckte. Am 8. Oktober wurde über diesen und zwei ähnliche Fälle, bei einem der beiden ging es um eine Frage der Diskriminierung nach Artikel VII des Civil Rights Act of 1964 in Bezug auf transsexuelle Personen, diskutiert.
Am 15. Juni 2020 entschied der Gerichtshof in einer 6-zu-3-Entscheidung von Richter Neil Gorsuch, die alle drei Fälle abdeckt, dass Diskriminierung aufgrund der sexuellen Orientierung oder der geschlechtlichen Identität auch eine Diskriminierung „aufgrund des Geschlechts“ (because of sex) ist, wie sie durch Artikel VII verboten ist. In der streng textualistischen Analyse von Gorsuch ist dies der Fall, weil Arbeitgeber, die schwule oder transsexuelle Arbeitnehmer diskriminieren, ein bestimmtes Verhalten (z. B. Anziehung zu Frauen) bei Arbeitnehmern des einen Geschlechts akzeptieren, nicht aber bei Arbeitnehmern des anderen Geschlechts. Die nicht zustimmenden Richter beschuldigten die Richter der Mehrheitsmeinung, vom Richterstuhl aus ein Ergebnis zu verfassen, das die Gesetzgeber von 1964 weder gewollt noch vorhersehen konnten.

## Oberster Gerichtshof
Da Artikel VII des Civil Rights Act von 1964 explizit nur Diskriminierung am Arbeitsplatz „wegen [...] des Geschlechts“ verbietet, beantragte Bostock beim Obersten Gerichtshof eine Certiorari-Verfügung zu der Frage, ob dieser Artikel auch die sexuelle Orientierung abdeckt. Der Antrag wurde durch zwei ähnliche Fälle ergänzt, von denen einer auch die Frage nach der Abdeckung der geschlechtlichen Identität stellte. Da zwei Bundesberufungsgerichte in den Fällen unterschiedlich entschieden hatten, wurde der Antrag vom Gericht angenommen um Rechtssicherheit wie die Formulierung zu verstehen ist zu erschaffen.
Da es einen Gesetzestext von 1964 zu interpretieren galt – zu einer Zeit, als Homo- und Transsexualität noch kaum gesellschaftlich präsent waren – widerspiegeln sich im Urteil auch Samuel Alitos Vorwürfe, Gorsuch hätte seine angestammte Methodik, den Textualismus, verraten, und seine Interpretation sei wie ein „Piratenschiff, das unter einer falschen Flagge segele“. Während Gorsuch darauf beharrte, der Gesetzgeber habe damals Angestellte gegen jedwede sexuell motivierte Diskriminierung schützen wollen, wandte Alito dagegen ein, dass vom Gesetzgeber nicht beabsichtigt wurde, sexuelle Minderheiten zu schützen, und dass der Text des Gesetzes vom Obersten Gerichtshof über Jahrzehnte fehlinterpretiert und falsch ausgelegt worden sei.

### Entscheidung

#### Mehrheitsmeinung

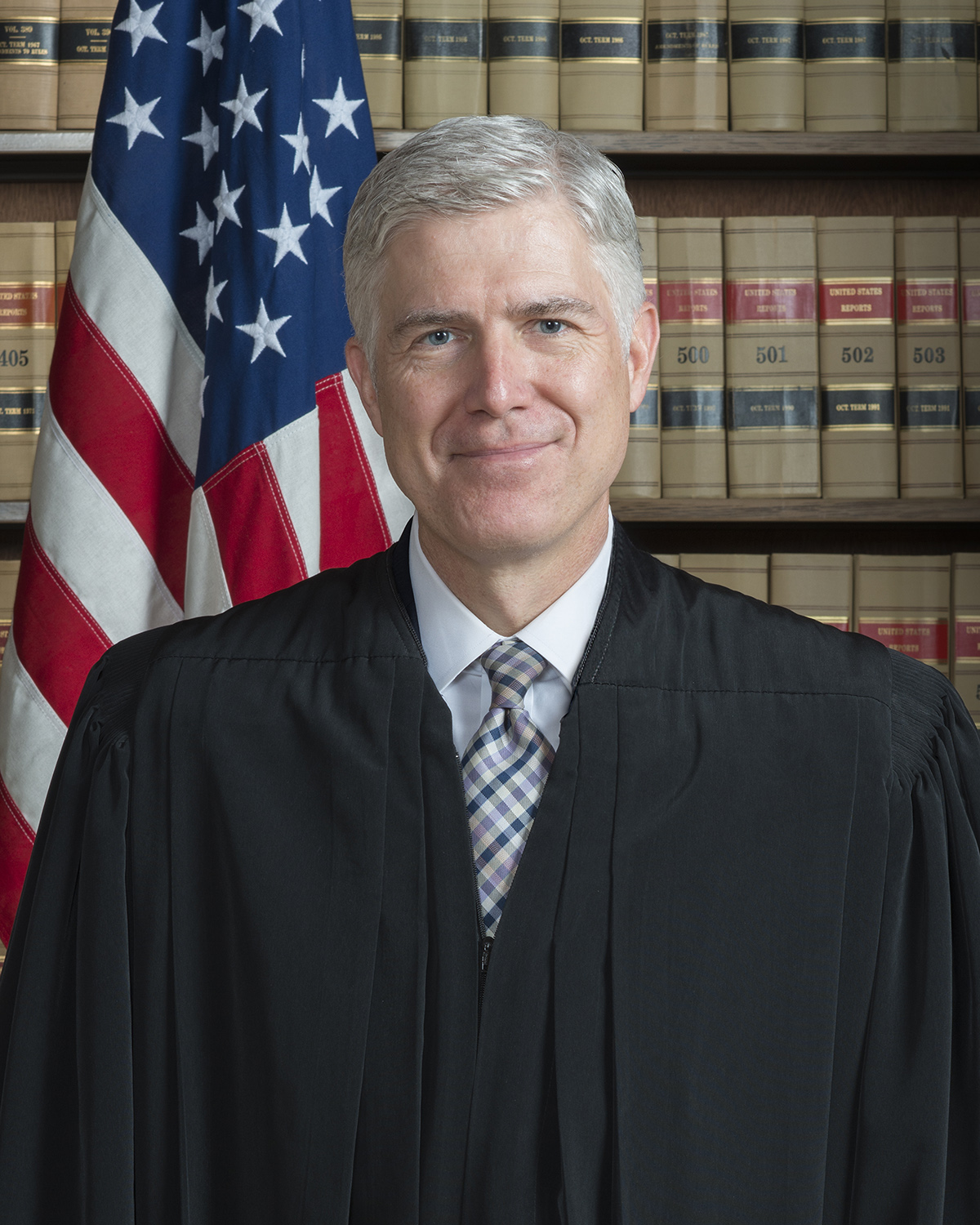
Richter Neil Gorsuch, der die Entscheidung des Gerichts bekannt gab

Richter Neil Gorsuch gab die Entscheidung des Gerichts in diesem Fall am 15. Juni 2020 bekannt. In einer 6-zu-3-Entscheidung stellte das Gericht fest, dass sich der Schutz von Artikel VII gemäß 42 U.S.C. § 2000e-2(1)(a) auch auf die sexuelle Orientierung und geschlechtliche Identität erstreckt. Bei der Entscheidung ging es also um die gesetzliche Auslegung des Artikels und nicht um Verfassungsrecht, wie in anderen bedeutenden Fällen aus jüngerer Zeit, in denen es um die Rechte von LGBTQ-Personen ging, wie z. B. in der Entscheidung im Fall Obergefell v. Hodges. Gorsuch schrieb auch die Mehrheitsmeinung und vertrat die Auffassung, dass die Antwort auf die Frage, ob „ein Arbeitgeber jemanden entlassen kann, nur weil er homosexuell oder transsexuell ist“, nein lautet. Er schrieb:

“An employer who fired an individual for being homosexual or transgender fires that person for traits or actions it would not have questioned in members of a different sex. Sex plays a necessary and undisguisable role in the decision, exactly what Title VII forbids. Those who adopted the Civil Rights Act might not have anticipated their work would lead to this particular result. But the limits of the drafters' imagination supply no reason to ignore the law's demands. Only the written word is the law, and all persons are entitled to its benefit.”

„Ein Arbeitgeber, der eine Person gefeuert hat, weil sie homosexuell oder transsexuell ist, feuert diese Person wegen Eigenschaften oder Handlungen, die sie bei Angehörigen eines anderen Geschlechts nicht hinterfragt hätte. Das Geschlecht spielt bei der Entscheidung eine notwendige und nicht zu verbergende Rolle, genau das, was Artikel VII verbietet. Diejenigen, die den Civil Rights Act verabschiedet haben, hätten vielleicht nicht erwartet, dass ihre Arbeit zu diesem besonderen Ergebnis führen würde. Aber die Grenzen der Phantasie der Verfasser bieten keinen Grund, die Forderungen des Gesetzes zu ignorieren. Nur das geschriebene Wort ist das Gesetz, und alle Personen haben Anspruch auf seinen Nutzen.“

#### Widerspruch
Richter Samuel Alito hatte eine widersprüchliche Meinung, der sich Richter Clarence Thomas anschloss. Alito argumentiert, dass zum Zeitpunkt der Ausarbeitung des Civil Rights Act im Jahre 1964 die Konzepte der sexuellen Orientierung und Transsexualität unbekannt waren und daher die Sprache des Kongresses diese Facetten nicht implizit abdecken sollte. Er schrieb, dass „viele der heutigen Entscheidung applaudieren werden, weil sie aus politischen Gründen mit der Aktualisierung von Artikel VII durch den Gerichtshof einverstanden sind. Die Frage in diesen Fällen ist jedoch nicht, ob Diskriminierung aufgrund der sexuellen Orientierung oder der geschlechtlichen Identität verboten werden sollte. Die Frage ist, ob der Kongress dies 1964 getan hat. Das tat er unbestreitbar nicht.“ Außerdem schreibt er, dass „selbst wenn eine Diskriminierung aufgrund der sexuellen Orientierung oder der geschlechtlichen Identität in ein obskures Verständnis von Geschlechterdiskriminierung gezwängt werden könnte, würde der Kontext, in dem Artikel VII erlassen wurde, uns sagen, dass dies nicht das ist, als was die Begriffe des Gesetzes zu jener Zeit verstanden wurden.“

#### Nachwirkung
Die New York Times kommentierte am 15. Juni 2020, dass das Urteil sich auf Diskriminierung am Arbeitsplatz konzentriere, aber dass „Rechtswissenschaftler sagen, dass seine Sprache einen erweiterten Schutz der Bürgerrechte in den Bereichen Bildung, Gesundheitswesen, Wohnen und anderen Bereichen des täglichen Lebens erzwingen könnte“.